# Diocesi di Orvieto-Todi

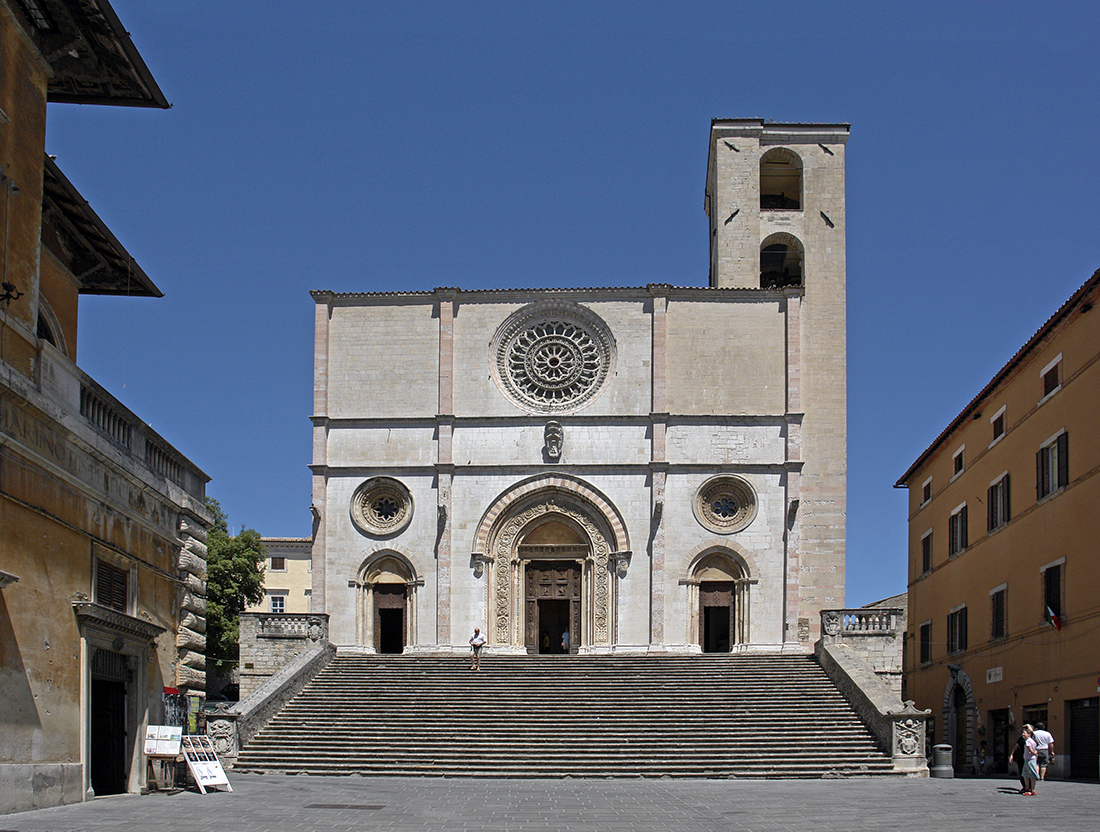
La concattedrale della Santissima Annunziata a Todi.

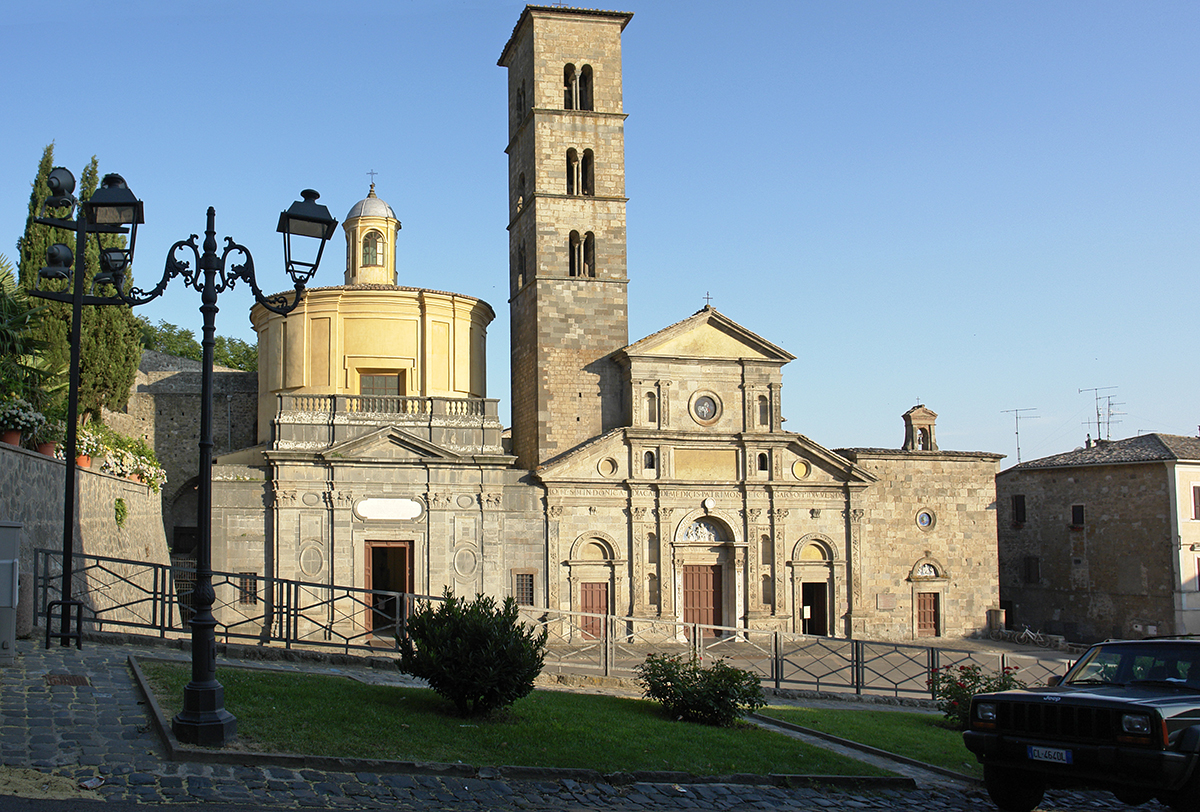
La basilica di Santa Cristina a Bolsena.

La diocesi di Orvieto-Todi (in latino Dioecesis Urbevetana-Tudertina) è una sede della Chiesa cattolica in Italia immediatamente soggetta alla Santa Sede e appartenente alla regione ecclesiastica Umbria. Nel 2023 contava 84.250 battezzati su 91.200 abitanti. È retta dal vescovo Gualtiero Sigismondi.

## Territorio
La diocesi si estende su tre province e due regioni del centro Italia:
- in provincia di Terni comprende i comuni di Orvieto, Allerona, Avigliano Umbro, Baschi, Castel Giorgio, Castel Viscardo, Fabro, Ficulle, Montecastrilli, Montecchio, Montegabbione, Parrano, Porano e San Venanzo, e in parte il comune di Acquasparta[1];
- in provincia di Perugia comprende i comuni di Todi, Collazzone, Fratta Todina, Massa Martana e Monte Castello di Vibio, e in parte i comuni di Deruta[2], Gualdo Cattaneo[3] e Marsciano[4];
- in provincia di Viterbo nel Lazio il comune di Bolsena.

Sede vescovile è la città di Orvieto, dove si trova la cattedrale dell'Assunzione di Maria Vergine. A Todi sorge la concattedrale della Santissima Annunziata. Nel territorio diocesano si trovano anche le basiliche minori dell'Amore Misericordioso a Collevalenza, di Santa Cristina a Bolsena e di Santa Cecilia ad Acquasparta.

### Parrocchie e vicariati
Il territorio si estende su 1.310 km² ed è suddiviso in 92 parrocchie, raggruppate in 6 vicariati e 21 zone pastorali:
- il vicariato di San Giuseppe comprende quattro unità pastorali e 16 parrocchie: Santa Maria della Stella in Orvieto, Sant'Andrea in Orvieto, San Domenico in Orvieto, San Giovenale in Orvieto, Sferracavallo, Ponte del Sole, Ciconia, Prodo, Orvieto Scalo, Morrano, San Faustino, Montecchio, Civitella del Lago, Tenaglie, Baschi, Corbara;
- il vicariato di San Fortunato comprende quattro unità pastorali e 24 parrocchie: Santissima Annunziata in Todi, Santissimo Crocifisso in Todi, San Giorgio in Todi, Santa Maria in Todi, Maria Santissima Assunta a Montesanto di Todi, San Nicolò in Todi, Santa Prassede in Todi, Pontecuti, Quadro, Collevalenza, San Damiano, Pian di San Martino, Montemolino, Ponterio, Duesanti, Ilci, Fiore, Izzalini, Torregentile, Vasciano, Camerata, Massa Martana, Colpetrazzo, Villa San Faustino, Viepri;
- il vicariato di San Callisto comprende quattro unità pastorali e 12 parrocchie: Acquasparta, Casigliano, Montecastrilli, Casteltodino, Quadrelli, Avigliano Umbro, Castel dell'Aquila, Dunarobba, Melezzole, Acqualoreto, Collelungo di Baschi, Santa Restituta;
- il vicariato di Santa Cristina comprende quattro unità pastorali e 12 parrocchie: Santi Giorgio e Cristina in Bolsena, Santissimo Salvatore in Bolsena, Castel Giorgio, Castel Viscardo, Monterubiaglio, Viceno, Porano, Canale, Sugano, Torre San Severo, Allerona, Allerona Scalo;
- il vicariato della Beata Vanna comprende due unità pastorali e 11 parrocchie: Fabro, Fabro Scalo, Ficulle, Montegabbione, Parrano, Collelungo di San Venanzo, Ospedaletto, Ripalvella, Rotecastello, San Venanzo, San Vito in Monte;
- il vicariato di San Terenziano comprende tre unità pastorali e 17 parrocchie: Ammeto, Fratta Todina, Montecastello di Vibio, Spineta, Doglio, Collepepe, Casalalta, Collazzone, Gaglietole, Pantalla, Piedicolle, Ripabianca, San Terenziano, Grutti, Marcellano, Pozzo.

## Storia
L'odierna diocesi nasce nel 1986 dall'unione di due antiche sedi episcopali, Orvieto e Todi, storicamente attestate nel V e VI secolo.

### Diocesi di Orvieto
L'odierna Orvieto ha origini antichissime e fu un centro etrusco con il nome di Velzna, in latino Volsinii. Distrutta dai Romani nel III secolo avanti Cristo, la popolazione si spostò lungo le sponde del lago per fondare Volsinii novi, oggi Bolsena. L'antico insediamento di Velzna ricompare nei documenti nel VI secolo d. C. con il nome di Urbs vetus, ossia Orvieto.
Le prime testimonianze cristiane risalgono al IV secolo-V secolo. Il primo vescovo noto è Giovanni, episcopus de Urbe Vetere, destinatario di una lettera di Gregorio Magno nel dicembre 590, che lo invitava a soccorrere il monastero di San Giorgio e a non vietarvi la celebrazione delle messe e l'inumazione dei morti. Oltre a quello di San Giorgio, l'epistolario gregoriano ricorda anche il monastero dei Santi Severo e Martirio nei pressi della città.
Successivamente, le lettere di papa Gregorio menzionano il vescovo Candido, nel 591 e nel 596 come episcopus de Urbe Vetere, nel 595 come episcopus civitatis Bulsinensis. Secondo Louis Duchesne, a causa della distruzione della loro città ad opera dei Longobardi (573-575), i vescovi di Bolsena trasferirono la loro sede a Orvieto, continuando per un certo periodo a portare l'antico titolo episcopale. Ancora nel 680, durante il concilio romano indetto da papa Agatone, il vescovo orvietano Agnello portava il titolo Bulsinensis.
Un'iscrizione mutila del VI o VII secolo rinvenuta presso Orvieto potrebbe, secondo Giovanni Battista de Rossi, far riferimento ad un anonimo vescovo orvietano, che visse 40 anni prima di diventare vescovo, e che mantenne questa carica per 11 anni.
Pochi sono i vescovi conosciuti nel periodo altomedievale, che per lo più presero parte ai concili indetti a Roma dai pontefici. Almeno fino all'inizio del XII secolo i vescovi orvietani esercitarono anche il potere civile sulla città e il suo territorio; questa autorità ebbe fine con l'ascesa del comune e la sua alleanza con il capitolo dei canonici contro il vescovo Ildebrando (1140-1154). Lo stesso vescovo intraprese una lunga controversia, che dette luogo anche a conflitti armati, con i vescovi di Soana circa la giurisdizione su alcuni contadi al confine tra le due diocesi.
Nella lotta tra guelfi e ghibellini, che animò la città nel corso dei secoli centrali del Medioevo e che portò alla cruenta uccisione del podestà guelfo Pietro Parenzo (1199), sulla cattedra orvietana riuscì ad imporsi un vescovo ghibellino, stabilito dall'antipapa Anacleto II, e si diffusero contestualmente movimenti ereticali, tra cui i catari, contro i quali ebbe poca fortuna la dura repressione messa in atto dal vescovo Riccardo (1179-1200); papa Innocenzo III dovette comminare l'interdetto alla città e scomunicare i capi del comune. «Le lotte politico-religiose con alterni esiti continuarono anche nel XIII secolo, fino a quando, successivamente al 1260, il comune non divenne definitivamente guelfo e finché, dopo l'istituzione dell'Inquisizione (1249 ai domenicani; dal 1260 ai francescani), gli eretici non furono definitivamente sconfitti (1263).»

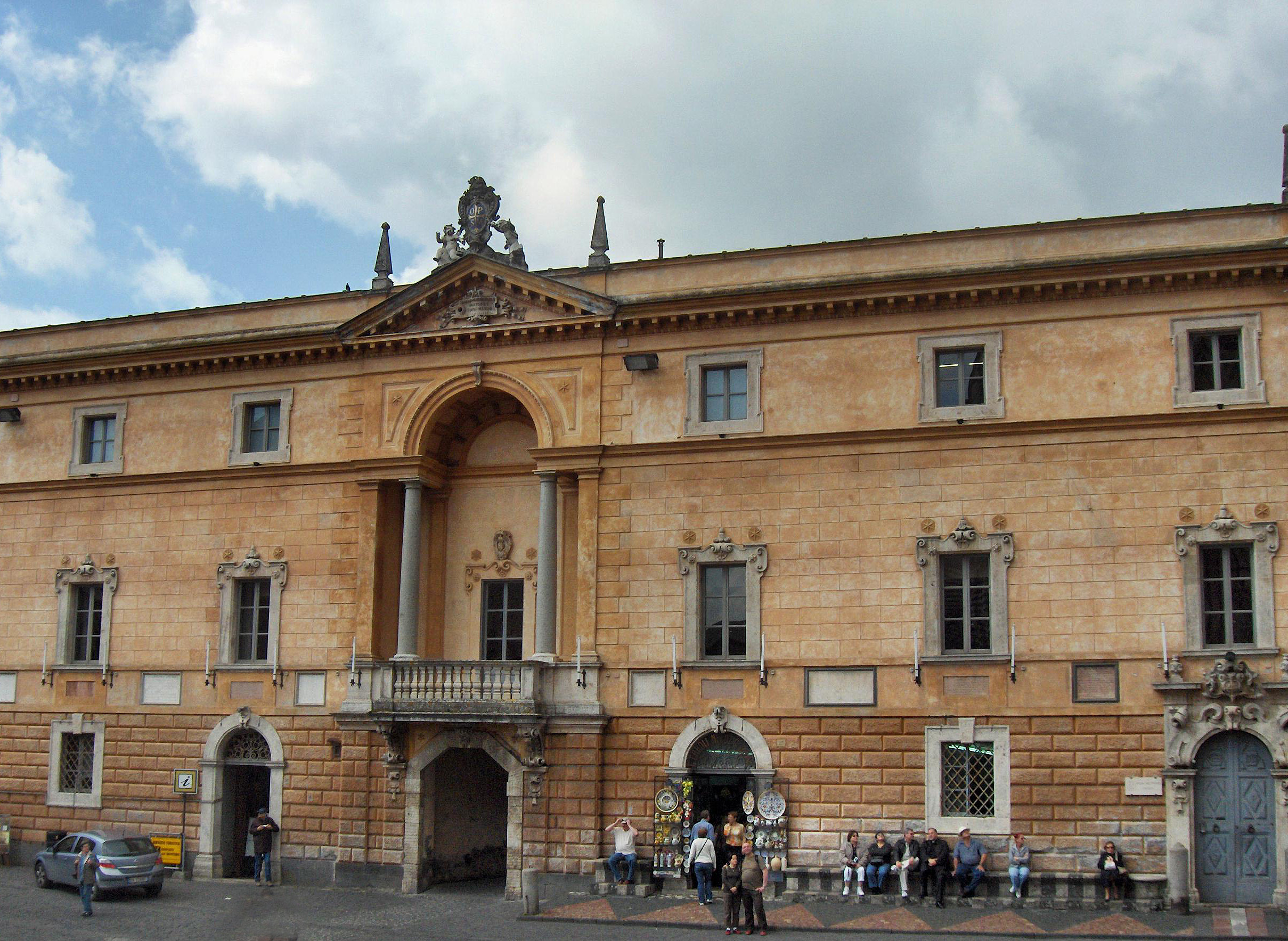
Il "palazzo papale" di Orvieto, oggi sede del Museo dell'Opera del Duomo.

Nel corso del XIII secolo, periodo di maggior espansione politica ed economica di Orvieto, arrivarono in diocesi gli ordini mendicanti. I Francescani fondarono San Pietro, fuori le mura cittadine, nel 1227, chiesa che poi passò ai Servi di Maria, e in città costruirono San Francesco, consacrata nel 1266. I Domenicani posero la loro sede nella chiesa di Santa Pace, nel cui monastero fu attivo uno studium dove insegnò anche Tommaso d'Aquino; e nel 1268 fu consacrata la chiesa di San Domenico. In campo femminile, Orvieto accolse le clarisse (1232), le agostiniane (1286) e le benedettine. Contestualmente si diffuse anche il movimento della penitenza, che ebbe la sua maggior esponente nella beata Vanna, terziaria domenicana, morta nel 1306.

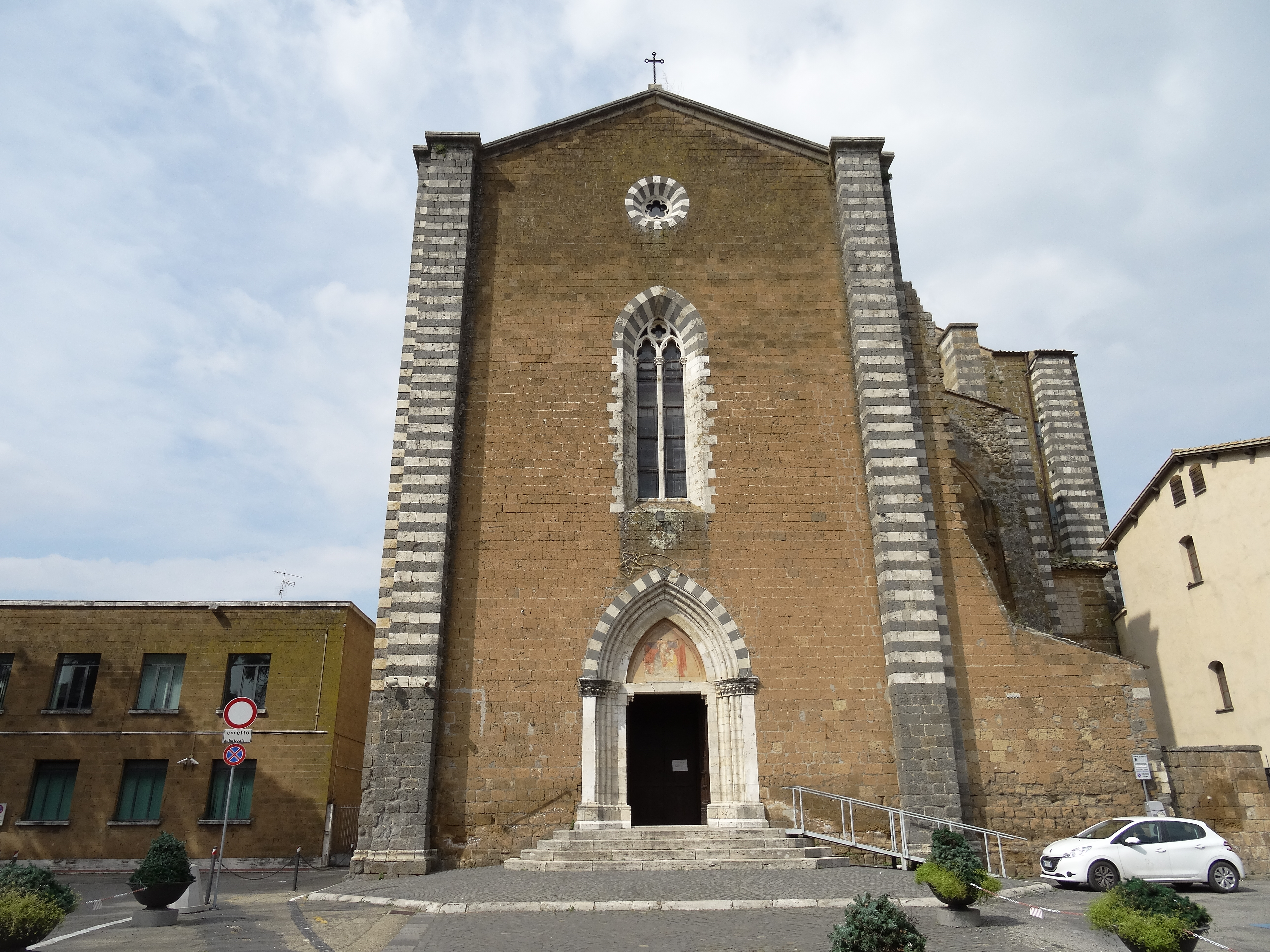
La chiesa di San Domenico ad Orvieto.

Il XIII secolo è anche il secolo che vide la trasformazione edilizia della città: fu ricostruita l'antica collegiata di Sant'Andrea sulle rovine di una chiesa paleocristiana; venne ampliato il palazzo episcopale e furono costruiti il palazzo del Soliano e il palazzo papale, che ospitò la curia pontificia con papa Urbano IV (1261-1264); all'epoca del vescovo Francesco Monaldeschi (1280-1295) fu intrapresa la ricostruzione della cattedrale, arricchita in seguito dagli affreschi del Beato Angelico e soprattutto di Luca Signorelli.
Secondo la tradizione, tra il 1263 e il 1264 avvenne nella chiesa di Santa Cristina a Bolsena il celebre miracolo eucaristico. Nel 1264, con la bolla Transiturus de hoc mundo, Urbano IV, che aveva fatto trasferire le specie eucaristiche da Bolsena a Orvieto, istituì la solennità del Corpus Domini stabilendo che questa venisse celebrata il giovedì dopo l'ottava di Pentecoste.
Nel corso del XIII secolo sono documentate anche alcune visite pastorali dei vescovi orvietani; durante il suo episcopato, il vescovo Giacomo (1258-1269) visitò Capodimonte sul lago di Bolsena, dove amministrò la cresima e riscosse le decime; altre visite effettuarono i vescovi Aldobrandino Cavalcanti nel 1274 e Francesco Monaldeschi nel 1280-1281, nel 1283 e nel 1290-1291; altre visite effettuarono i vescovi nella prima metà del XIV secolo. Di notevole rilevanza fu anche il livello di organizzazione burocratica della curia vescovile orvietana in questo periodo.
In base ad alcune ricostruzioni topografiche, la diocesi di Orvieto, tra la fine del XIII secolo e il XIV secolo, era tra le più grandi dell'Umbria, dopo quelle di Spoleto, Città di Castello e Perugia, estendendosi su un territorio di circa 1.079 km² e comprendendo un totale di 94 chiese, di cui 17 nei centri urbani e 77 nei centri rurali.
Nel 1369 la diocesi orvietana cedette una porzione del suo territorio a vantaggio dell'erezione della diocesi di Montefiascone.
Nella seconda metà del XV secolo Orvieto si dotò di un monte di pietà (1463), tra i primi fondati in Umbria, e di un monte frumentario (1490), istituto di beneficenza che aveva lo scopo di favorire i contadini più poveri attraverso il prestito di grano o di derrate, da restituire poi al tempo del raccolto.
Nel corso del XVI secolo i vescovi si impegnarono per attuare in diocesi i decreti di riforma promossi dal concilio di Trento. Tra questi si possono ricordare «Sebastiano Vanti (1562-1570), che partecipò al concilio di Trento; Pietro Paolo Crescenzi (1621-1644), che accolse in diocesi i gesuiti (1621); il domenicano Giuseppe della Corgna (1656-1676), che tenne un sinodo diocesano nel 1660, Giuseppe dei conti di Marsciano (1734-1754) e Antonio Ripanti (1762-1780) che si adoperarono per fondare il seminario, che fu inaugurato solo nel 1778, usufruendo dei beni del soppresso collegio dei gesuiti, e affidato ai dottrinari, presenti in diocesi dal 1588.»
Nel 1649 la diocesi orvietana cedette il territorio di Acquapendente a vantaggio dell'erezione della diocesi di Acquapendente.
Durante il periodo napoleonico, il vescovo Giovanni Battista Lambruschini, per il suo rifiuto a sottoscrivere il giuramento di fedeltà, fu deportato in Francia. Invece, durante la Repubblica Romana (1849), il vescovo Giuseppe Maria Vespignani fu incarcerato.
Dal 5 all'8 settembre 1896 Orvieto ospitò il quarto Congresso eucaristico nazionale italiano.
Nel 1973 il territorio di Torre Alfina passò dalla diocesi di Orvieto a quella di Acquapendente, mentre le frazioni orvietane di Tordimonte e di Sant'Egidio furono cedute dalla diocesi di Bagnoregio a quella di Orvieto.
Al momento dell'unione con Todi, la diocesi di Orvieto comprendeva 37 parrocchie nei comuni di Allerona (2), Castel Giorgio, Castel Viscardo (3), Fabro (2), Ficulle, Montegabbione, Orvieto (17), Parrano, Porano, San Venanzo (6) e Bolsena (2).

### Diocesi di Todi

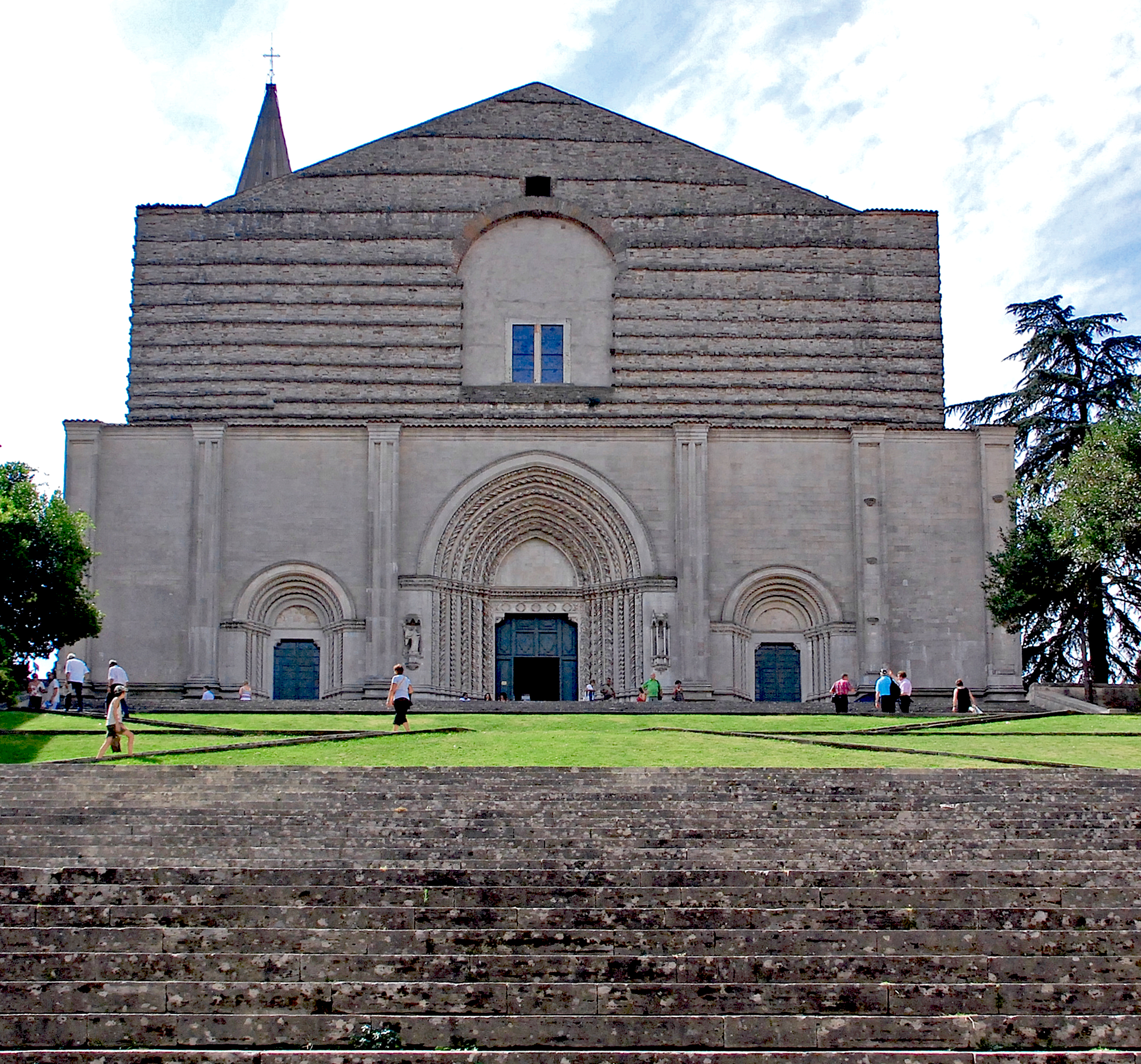
La chiesa di San Fortunato a Todi.

In epoca romana il territorio diocesano coincise con quello dell'antica Tuder, Colonia Fida Julia, già municipio. Il cristianesimo vi si diffuse presto da Roma a motivo della via Flaminia, della via Amerina, e degli altri antichi itinerari per Orvieto, Baschi e Spoleto. Oltre ad importanti ricordi etruschi e romani, sulla via Flaminia si trova un piccolo cimitero ipogeo e nel territorio un gruppo di chiese cimiteriali dedicate ai santi Terenziano, Antimo, Illuminata, Fidenzio e Terenzio, Felice, Faustino, Arnaldo. Nel IV secolo un possedimento detto Angulas, donato secondo il Liber Pontificalis dall'imperatore Costantino, pagava un tributo alla basilica di Santa Croce in Gerusalemme a Roma. Il papa martire San Martino I (649-656) nacque in un villaggio della diocesi sulla destra del Tevere, oggi detto Piano di San Martino; a lui furono dedicate anche varie antiche cappelle.
Secondo la tradizione, la serie episcopale tuderte inizia con un elenco di santi vescovi, tra i quali san Terenziano, considerato il protovescovo della diocesi, da attribuire probabilmente al IV secolo (Lanzoni). Il primo vescovo storicamente documentato è Cresconio, episcopus ecclesiae Tudertinae, che prese parte ai concili celebrati a Roma da papa Felice III nel 487 e da papa Simmaco nel 499, nel 501 e nel 502, e che fu inviato nel 496 a Costantinopoli per incarico di papa Anastasio II. Verso la metà del VI secolo è noto il vescovo san Fortunato, menzionato nei Dialoghi di Gregorio Magno.
La cronotassi episcopale di Todi per il primo millennio si riduce a qualche nome, grazie alla presenza dei vescovi ai concili romani di questo periodo. Nel 760, tramite un legato pontificio, venne ratificato il confine tra le diocesi di Todi e di Spoleto, che ricalcava probabilmente il confine che un secolo prima divideva il ducato di Spoleto dall'esarcato bizantino di Roma.
Numerosi furono i monasteri che si svilupparono a Todi e nel suo territorio. Tra i monasteri benedettini più importanti si ricordano quelli di San Leucio, fondato nel X secolo, e che nel 1133 passò ai premostratensi; e quello dei Santi Fidenzio e Terenzio, fondato tra VIII e IX secolo. Nel XIII secolo arrivarono gli ordini mendicanti: nel 1254 i francescani subentrarono ai vallombrosani nel monastero cittadino di San Fortunato; nel 1236 i domenicani sostituirono i benedettini in San Leucio e poi fondarono Santa Maria in Cammuccia; i servi di Maria fondarono San Marco a Borgo Nuovo, dove morì e fu sepolto san Filippo Benizi.

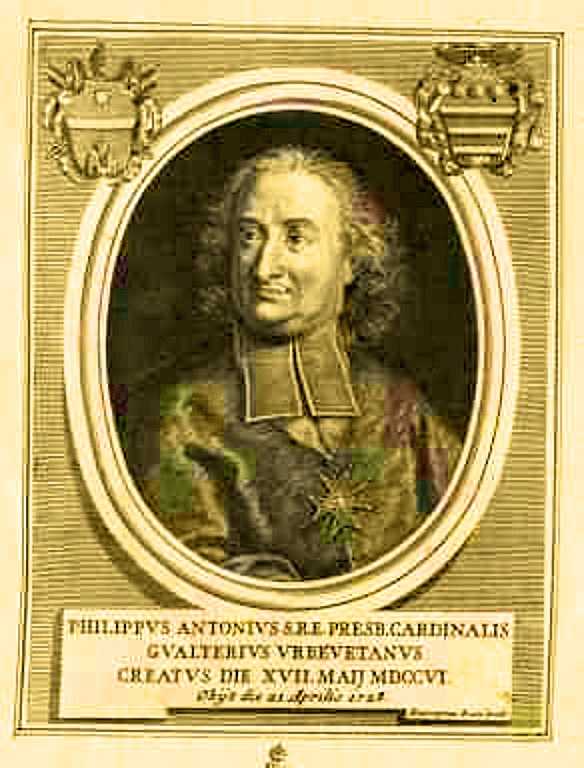
Cardinale Filippo Antonio Gualterio, vescovo di Todi dal 1709 al 1714.

In base ad alcune ricostruzioni topografiche, la diocesi di Todi, tra la fine del XIII secolo e il XIV secolo, occupava un territorio di media grandezza tra le varie diocesi umbre, estendendosi per circa 797 km² e comprendendo 19 pievi (nel 1332) e un totale di 154 chiese, di cui 18 nei centri urbani e 136 nei centri rurali.
Dal 1523 al 1606 la diocesi fu retta da vescovi della famiglia Cesi. Tra questi si distinse in modo particolare Angelo Cesi (1566-1606), che si impegnò per l'applicazione in diocesi dei decreti di riforma sanciti dal concilio di Trento, convocò un sinodo diocesano nel 1568, istituì le riunioni mensili per i preti della diocesi (1597), restaurò la cattedrale ed edificò il nuovo palazzo vescovile. Il suo successore, il cardinale Marcello Lante, fondò il seminario nel 1608. Nel 1629 il vescovo Ludovico Cenci commissionò al pittore tudertino Andrea Polinori gli affreschi della cappella privata e della galleria nel palazzo vescovile con episodi della storia di Todi, le allegorie e la carta topografica del territorio di Todi, il proprio ritratto e quello di Marcello Lante. Sempre nella prima metà del Seicento, Giovanni Battista Altieri (1643-1654) celebrò un sinodo nel 1647 e indisse due visite pastorali nel 1648 e nel 1650.
Il 24 luglio 1796 la Madonna del Campione, che da secoli si venerava presso il palazzo comunale di Todi, dove si conservavano i campioni di pesi e misure, fu vista aprire e chiudere gli occhi. Seguì un regolare processo canonico che confermò il fatto miracoloso.
Nel periodo napoleonico, anche il vescovo tuderte, Francesco Maria Gazzoli, come il suo collega di Orvieto, venne esiliato in Corsica.
Al momento dell'unione con Orvieto, la diocesi di Todi comprendeva per intero i comuni di Todi, Baschi, Montecchio, Avigliano Umbro, Montecastrilli, Massa Martana, Collazzone, Monte Castello di Vibio e Fratta Todina, e in parte i comuni di Marsciano, Deruta, Gualdo Cattaneo e Acquasparta. L'unione fu anche l'occasione per una revisione del numero delle parrocchie, ridotte a 57.

### Diocesi di Orvieto-Todi
Il 12 luglio 1972 Virginio Dondeo, già vescovo di Orvieto, fu nominato anche vescovo di Todi, sede vacante da alcuni anni: le due diocesi furono così unite in persona episcopi.
Il 30 settembre 1986, con il decreto Instantibus votis della Congregazione per i Vescovi, fu stabilita la plena unione delle diocesi di Todi e Orvieto e la nuova circoscrizione ecclesiastica ha assunto il nome attuale.

## Cronotassi dei vescovi
Si omettono i periodi di sede vacante non superiori ai 2 anni o non storicamente accertati.

### Vescovi di Orvieto
- Giovanni I † (menzionato a dicembre 590)[23]
- Candido † (prima di dicembre 591 - dopo il 596)[24]
- Agnello Vulsiniensis † (menzionato nel 680)
- Amanzio † (menzionato nel 743)
- Aliperto † (menzionato nell'826)
- Pietro I † (menzionato nell'853)
- Leone I † (menzionato nell'861)
- Pietro II † (menzionato nell'877)
- Rodolfo ? † (menzionato nel 975)[25]
- Andrea ? † (menzionato nel 1000 circa)[25]
- Nicolò I ? † (menzionato nel 1007)[25]
- Ilderico † (menzionato nel 1015)[26]
- Paolo ? † (menzionato nel 1022)[25]
- Sigifredo † (menzionato nel 1027)[26]
- Leone II † (menzionato nel 1036)[26]
- Nicolò II ? † (menzionato nel 1040)[25]
- Luca ? † (menzionato nel 1051)[25]
- Teuzone † (prima del 1054 - dopo il 1059)[26]
- Albertino ? † (menzionato nel 1060 circa)[25][27]
- Filippo ? † (menzionato nel 1078)[25]
- Angelo ? † (menzionato nel 1092)[25]
- Guglielmo I † (prima del 1103 - dopo il 1119)[28]
- Giovanni II ? † (menzionato nel 1121)[25]
- Guglielmo II † (prima del 1125 - dopo il 1126)[28]
- Antonio ? † (menzionato nel 1137)[29]
- Ildebrando † (prima del 1140 - dopo il 1154)
- Gualfredo ? † (menzionato nel 1155)[30]
- Guiscardo † (menzionato a luglio e ottobre 1157)[31]
- Milone ? † (menzionato nel 1159)[32]
- Rustico † (documentato dal 1168 al 1171)[33]
- Riccardo † (documentato dal 1179 al 1200)[34]
- Matteo † (circa 1201 - circa 1211 deceduto)[35]
- Giovanni III † (1211 - dopo novembre 1212)[36]
- Capitaneo (o Capiterio) † (23 febbraio 1213 - dopo il 1217)
- Ranerio † (8 aprile 1228 - 1248 deceduto)[37]
- Costantino dei Medici, O.P. † (circa 1250 - 1256 deceduto)[38]
- Giacomo Maltraga † (prima del 26 gennaio 1258 - 1269 deceduto)

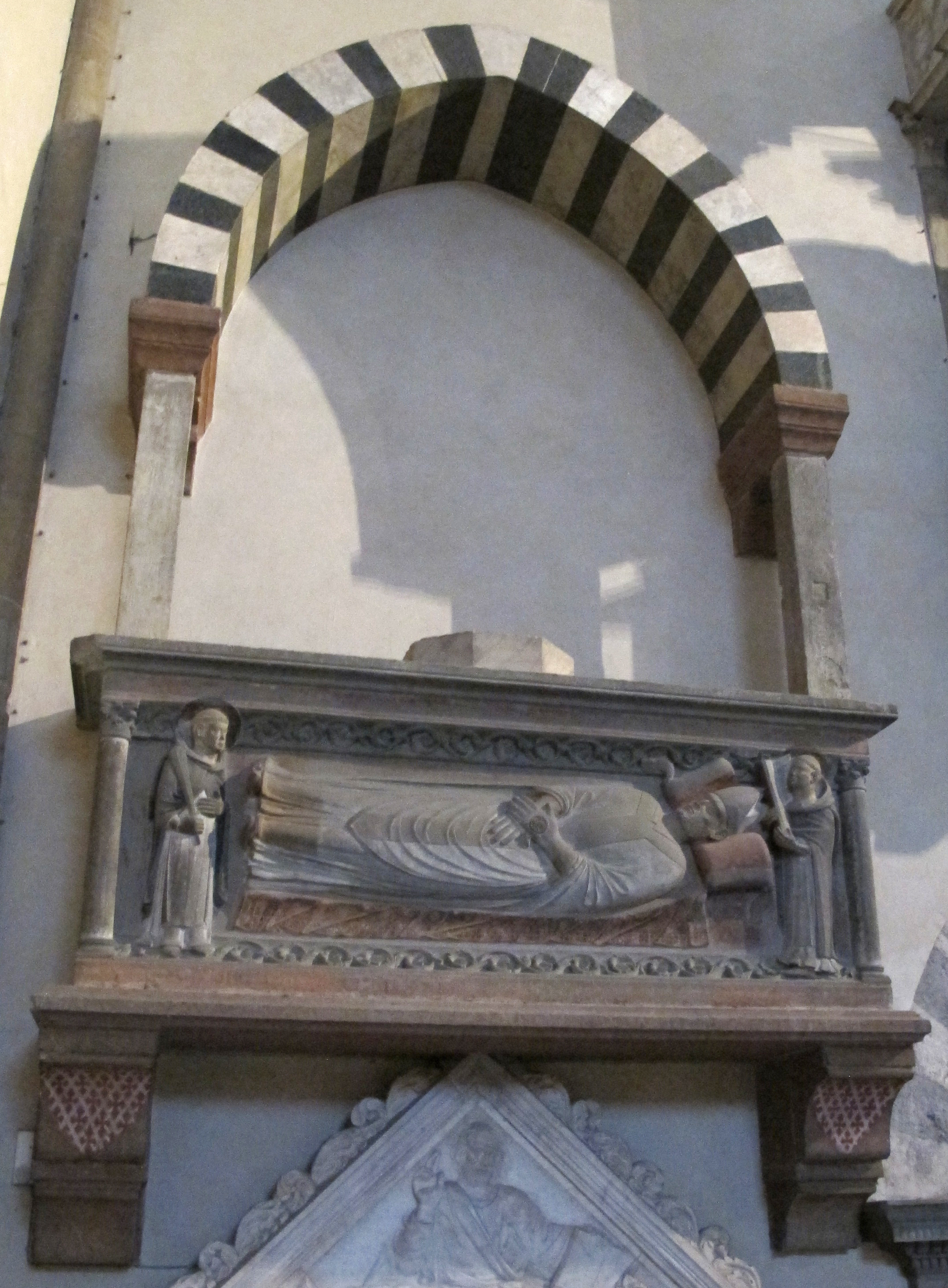
Monumento ad Aldobrandino Cavalcanti, basilica di Santa Maria Novella, Firenze.

- Aldobrandino Cavalcanti, O.P. † (1272 - 31 agosto 1279 deceduto)
- Francesco Monaldeschi † (11 maggio 1280 - 13 settembre 1295 nominato vescovo di Firenze)
- Leonardo Mancini † (24 aprile 1296 - 9 febbraio 1302 nominato arcivescovo di Manfredonia)
- Guittone Farnese † (31 gennaio 1302 - 1328 deceduto)
- Beltramo Monaldeschi, O.P. † (5 ottobre 1328 - prima del 23 settembre 1345 deceduto)
- Raimondo de Chameyrac † (6 marzo 1346 - 1348 deceduto)
- Ponzio de Péret † (17 settembre 1348 - 1361 deceduto)
- Giovanni di Magnavia † (18 luglio 1361 - dopo il 29 ottobre 1364 deceduto)
- Pietro Bohier, O.S.B. † (16 novembre 1364 - 1378/1379|79 deposto)
  - Thomas di Puppio[39] † (2 marzo 1388 - 22 dicembre 1396 nominato arcivescovo di Aix) (antivescovo)
- Nicolò Merciari da Perugia[40] † (1379 - 7 luglio 1398 nominato vescovo di Cagli)
- Nicolò d'Assisi † (23 agosto 1398 - 24 settembre 1399 nominato vescovo di Imola)
- Mattia degli Avveduti, O.F.M. † (6 ottobre 1399 - 1409 deceduto)
  - Corrado Caracciolo † (1409 - 19 febbraio 1411 deceduto) (amministratore apostolico)
  - Monaldo Monaldeschi † (19 febbraio 1411 - 1418) (amministratore apostolico)
- Francesco Monaldeschi † (2 aprile 1418 - 6 settembre 1443 nominato vescovo di Teramo)
- Giacomo Benedetti † (6 settembre 1443 - 21 ottobre 1454 nominato vescovo di Atri e Penne)
- Giovanni Castiglioni (da Palena) † (21 ottobre 1454 - 1º settembre 1456 deceduto)
- Antonio Cobateri † (23 luglio 1456 - 1457 deceduto)
- Marco Marinone, O.S.A. † (1º giugno 1457 - ? deceduto)
- Giovanni † (6 febbraio 1465 - ?)
- Giorgio Della Rovere † (1476 - dopo il 28 febbraio 1505 deceduto)
- Gentile Baglioni (1505 - 1511)
- Ercole Baglioni † (14 ottobre 1511 - 1518 o 1519 deceduto)
  - Niccolò Ridolfi il Vecchio † (24 agosto 1520 - 3 settembre 1529 dimesso) (amministratore apostolico)
- Vincenzo Durante † (3 settembre 1529 - 4 dicembre 1545 deceduto)
  - Niccolò Ridolfi il Vecchio † (1545 - 16 maggio 1548 dimesso) (amministratore apostolico, per la seconda volta)
- Niccolò Ridolfi il Giovane † (16 maggio 1548 - 1554 deceduto)
- Girolamo Simoncelli † (25 giugno 1554 - 1562 dimesso)
- Sebastiano Vanzi † (17 aprile 1562 - 1570 deceduto)
  - Girolamo Simoncelli † (1570 - 24 febbraio 1605 deceduto) (amministratore apostolico)
- Giacomo Sannesio † (20 giugno 1605 - 19 febbraio 1621 deceduto)
- Pier Paolo Crescenzi † (17 marzo 1621 - 23 maggio 1644 dimesso)
- Fausto Poli † (23 maggio 1644 - 7 ottobre 1653 deceduto)
  - Sede vacante (1653-1656)
- Giuseppe della Corgna, O.P. † (20 marzo 1656 - 23 febbraio 1676 dimesso)
- Bernardino Rocci † (24 febbraio 1676 - 2 novembre 1680 deceduto)
- Savio Millini † (22 dicembre 1681 - 17 maggio 1694 nominato vescovo di Nepi e Sutri)
- Giuseppe Camuzzi † (24 gennaio 1695 - settembre 1695 deceduto)
- Vincenzo degli Atti † (2 gennaio 1696 - novembre 1715 deceduto)
- Ferdinando Nuzzi † (30 marzo 1716 - 1º dicembre 1717 deceduto)
  - Michele Teroni † (10 marzo 1718 - 6 settembre 1721 deceduto) (amministratore apostolico)
- Onofrio Elisei † (10 settembre 1721 - 27 novembre 1733 deceduto)
- Giuseppe di Marsciano † (20 gennaio 1734 - 2 luglio 1754 deceduto)
- Giacinto Silvestri † (22 luglio 1754 - 12 aprile 1762 deceduto)
- Antonio Ripanti † (14 giugno 1762 - 16 marzo 1780 deceduto)
- Paolo Francesco Antamori † (11 dicembre 1780 - 4 dicembre 1795 deceduto)
  - Sede vacante (1795-1800)
- Cesare Brancadoro † (11 agosto 1800 - 11 luglio 1803 nominato arcivescovo di Fermo)
  - Sede vacante (1803-1807)
- Giovanni Battista Lambruschini † (3 agosto 1807 - 24 novembre 1825 deceduto)
- Antonio Domenico Gamberini † (19 dicembre 1825 - 13 aprile 1833 dimesso)
- Antonio Francesco Orioli † (15 aprile 1833 - 18 dicembre 1841 dimesso)
- Giuseppe Maria Vespignani † (24 gennaio 1842 - 2 febbraio 1865 deceduto)
- Marino Marini † (27 marzo 1865 - 15 ottobre 1871 dimesso[41])
- Antonio Briganti † (27 ottobre 1871 - 2 ottobre 1882 dimesso[42])
- Eusebio Magner, O.F.M.Cap. † (25 settembre 1883 - 15 agosto 1884 deceduto)
- Giuseppe Ingami † (10 novembre 1884 - 14 agosto 1889 deceduto)
- Domenico Bucchi-Accica † (30 dicembre 1889 - 7 gennaio 1905 deceduto)
- Salvatore Fratocchi † (24 gennaio 1905 - 6 dicembre 1941 deceduto)
- Francesco Pieri † (6 dicembre 1941 succeduto - 15 maggio 1961 deceduto)
- Virginio Dondeo † (22 luglio 1961 - 6 agosto 1974 deceduto)
- Decio Lucio Grandoni † (12 dicembre 1974 - 30 settembre 1986 nominato vescovo di Orvieto-Todi)

### Vescovi di Todi
- San Terenziano † (? - circa 138 deceduto)[43]
- Sant'Esuperanzio † (II secolo)
- San Ponziano † (? - 9 luglio 302 deceduto)
- San Cassiano † (? - 15 agosto 304 deceduto)[44]
- Agatone I † (431 o 451)[45]
- Cresconio † (prima del 487 - dopo il 502)[46]
- San Callisto † (? - 14 agosto 528 deceduto)[47]
- San Fortunato † (prima del 547/549 - prima del 586/587 deceduto)[48]
- Sabiniano † (menzionato nel 593)[49]
- Lorenzo I † (menzionato nel 649)
- Bonifacio I † (menzionato nel 680)
- Nicolò I † (menzionato nel 743)
- Teofilatto † (prima del 787 - dopo il 794)
- Giovanni I † (menzionato nell'826)
- Agatone II † (menzionato nell'853)
- Ilderico † (prima dell'861 - dopo l'871)
- Uberto o Alberto † (menzionato nell'886)
- Ambrogio † (menzionato nel 931)
- Gregorio I ? † (menzionato nel 963)[50]
- Atto degli Atti ? † (menzionato nel 970)[51]
- Giovanni II † (menzionato nel 1015)[52]
- Teudaldo ? † (menzionato nel 1027)[53]
- Gregorio II † (menzionato nel 1037)[52]
- Arduino † (prima del 1050 - dopo il 1059)[52]
- Rodolfo † (prima del 1068 - dopo il 1074)[52][54]
- Guinardo (o Guitardo) † (menzionato nel 1093)[52]
- Oddo † (prima del 1109 - 26 giugno 1115 deceduto)[55]
- Lorenzo II † (1115 - 5 gennaio 1118 deceduto)[55]
- Ottone † (5/21 gennaio 1118 - 11 ottobre 1144 deceduto)[55]
- Graziano † (ottobre 1144 - 14 agosto 1179 deceduto)
- Rustico † (1º settembre 1179 - 1218 deceduto)
- Bonifacio II † (1218 o 1219 - dopo agosto 1238 deceduto)
- Giacomo Ghezzi † (documentato nel 1239 e nel 1249)[56]
- Giacomo degli Atti † (documentato nel 1251)[56]
- Pietro Viatico Caetani † (28 maggio 1252 - 16 gennaio 1276 nominato vescovo di Anagni)[57]

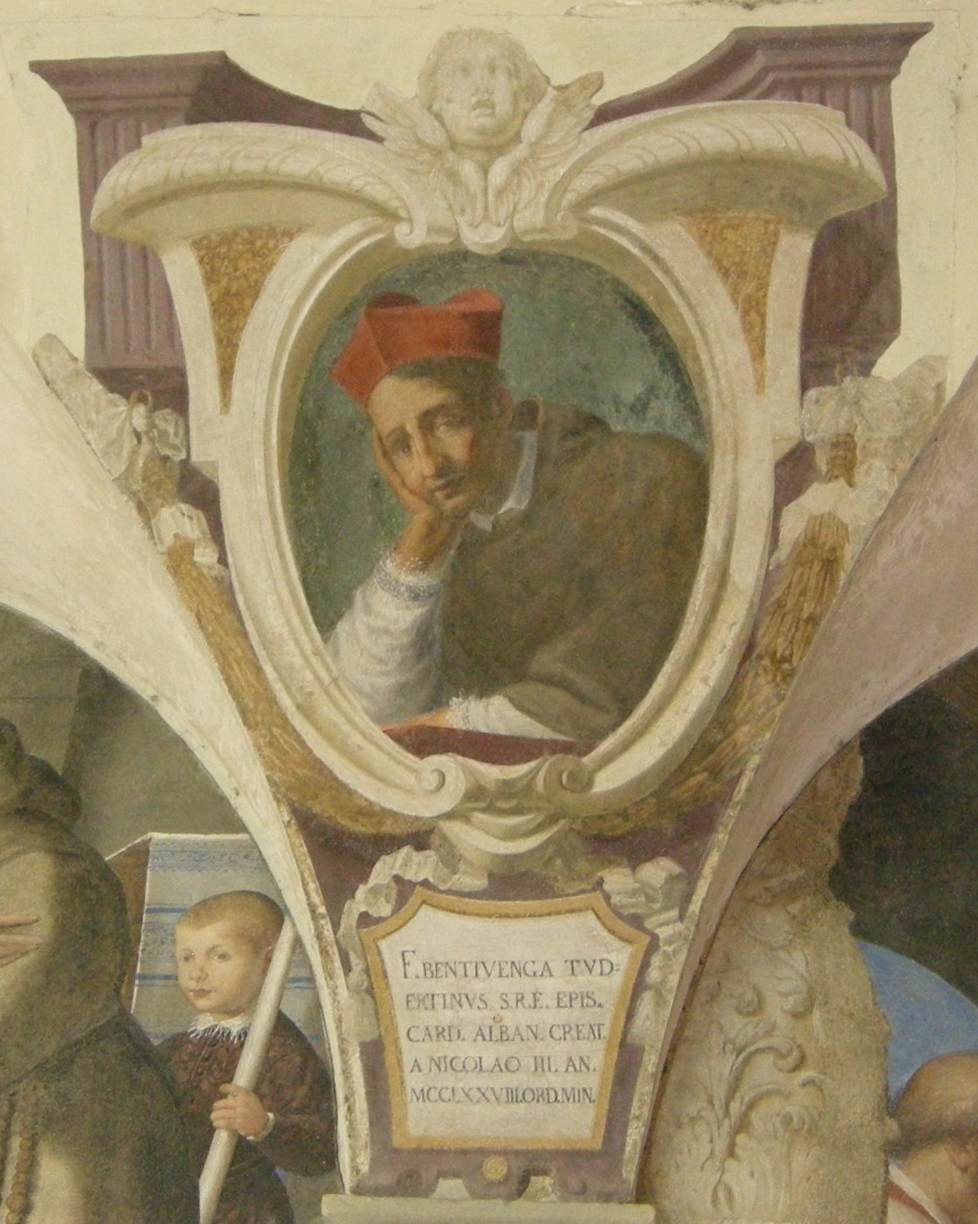
Bentivegna dei Bentivenghi, vescovo tuderte dal 1276 al 1278.

- Bentivegna de' Bentivegni, O.F.M. † (18 dicembre 1276 - 12 marzo 1278 creato cardinale vescovo di Albano)
- Angelario de Bentivenghi, O.F.M. † (10 agosto 1278 - ? deceduto)
- Nicolò II † (13 aprile 1282 - 4 aprile 1296[58] deceduto)
- Nicolò Armati † (24 aprile 1296 - circa 1325 deceduto)[58]
- Ranuccio degli Atti † (22 novembre 1325[58] - 1356 deceduto)
- Andrea de Aptis, O.S.A. † (1º aprile 1356 - 30 marzo 1373 nominato vescovo di Brescia)[59]
- Stefano Palosti de Verayneris † (30 marzo 1373 - 1395 dimesso)
- Antonio Calvi † (22 dicembre 1395 - 12 giugno 1405 dimesso)
- Guglielmo Dallavigna, O.S.B. † (12 giugno 1405 - 28 ottobre 1407 deceduto)
- Francesco de Aiello † (30 dicembre 1407 - 11 dicembre 1424 nominato arcivescovo di Bari)
- Angelo Scardeoni, O.S.A. † (11 dicembre 1424 - 1428 deceduto)
- Antonio di Anagni † (28 febbraio 1429 - agosto 1434 deceduto)
  - Germanico (Geminiano di Prato) † (27 ottobre 1434 - 1435 dimesso o revocato) (vescovo eletto)
- Bartolomeo Aglioni † (12 dicembre 1435 - 4 gennaio 1472 deceduto)
- Costantino Eroli † (8 gennaio 1472 - 8 dicembre 1474 nominato vescovo di Spoleto)
- Francesco Mascardi † (8 dicembre 1474 - 1499 dimesso)
- Basilio Mascardi † (dopo il 19 luglio 1499 succeduto - 1517 deceduto)
- Alderico Billioti † (13 agosto 1517 - 1º giugno 1523 dimesso[60])
  - Paolo Emilio Cesi † (1º giugno 1523 - 12 giugno 1523 dimesso) (amministratore apostolico)
- Federico Cesi † (12 giugno 1523 - 11 marzo 1545 dimesso)
- Giovanni Andrea Cesi † (11 marzo 1545 - 15 febbraio 1566 dimesso)
- Angelo Cesi † (15 febbraio 1566 - 30 novembre 1606 deceduto)
- Marcello Lante † (18 dicembre 1606 - 6 ottobre 1625 dimesso)
- Ludovico Cenci † (6 ottobre 1625 - 18 settembre 1638 deceduto)
- Ulderico Carpegna † (11 ottobre 1638 - 31 agosto 1643 dimesso)
- Giovanni Battista Altieri † (31 agosto 1643 - 26 novembre 1654 deceduto)
- Gerolamo Lomellini † (dicembre 1654 - 1656 deceduto)
- Pier Maria Bichi, O.S.B.Oliv. † (18 marzo 1658 - 12 giugno 1673 nominato vescovo di Sovana)
- Giuseppe Pianetti † (17 luglio 1673 - febbraio 1709 deceduto)
- Filippo Antonio Gualterio † (14 ottobre 1709 - 5 dicembre 1714 dimesso)
- Ludovico Anselmo Gualterio † (21 gennaio 1715 - giugno o 15 luglio 1746 deceduto)
- Gerolamo Formagliari † (28 novembre 1746 - 6 giugno 1760 dimesso[61])
- Francesco Maria Pasini † (21 luglio 1760 - 24 dicembre 1773 deceduto)
- Tommaso Struzzieri, C.P. † (18 dicembre 1775 - 21 gennaio 1780 deceduto)
- Giovanni Lotrecchi † (20 marzo 1780 - 10 settembre 1800 deceduto)
- Francesco Maria Cioja † (22 dicembre 1800 - 17 giugno 1805 deceduto)
- Francesco Maria Gazzoli † (23 settembre 1805 - 26 gennaio 1848 deceduto)
- Nicola Rossi † (14 aprile 1848 - 29 novembre 1854 deceduto)
- Giovanni Rosati † (23 marzo 1855 - 9 marzo 1882 dimesso[62])
- Eugenio Luzzi † (27 marzo 1882 - 19 febbraio 1888 deceduto)
- Giulio Boschi † (1º giugno 1888 - 29 novembre 1895 nominato vescovo di Senigallia)
- Giuseppe Ridolfi † (29 novembre 1895 - 6 agosto 1906 dimesso[42])
- Giovanni Graziani † (16 ottobre 1906 - 7 novembre 1915 deceduto)
- Luigi Zaffarami † (6 dicembre 1915 - 10 febbraio 1933 dimesso[63])
- Alfonso Maria de Sanctis † (10 agosto 1933 - 8 novembre 1959 deceduto)
- Antonio Fustella † (15 maggio 1960 - 1º ottobre 1967 nominato rettore del Pontificio seminario lombardo[64])
  - Sede vacante (1967-1972)[65]
- Virginio Dondeo † (12 luglio 1972 - 6 agosto 1974 deceduto)
- Decio Lucio Grandoni † (12 dicembre 1974 - 30 settembre 1986 nominato vescovo di Orvieto-Todi)

### Vescovi di Orvieto-Todi
- Decio Lucio Grandoni † (30 settembre 1986 - 8 novembre 2003 ritirato)
- Giovanni Scanavino, O.S.A. (8 novembre 2003 - 5 marzo 2011 dimesso)[66]
- Benedetto Tuzia (31 maggio 2012 - 7 marzo 2020 ritirato)
- Gualtiero Sigismondi, dal 7 marzo 2020

## Calendario liturgico proprio della diocesi
Con decreto del 26 giugno 1987, la Congregazione per il culto divino ha approvato il seguente calendario liturgico proprio della diocesi di Orvieto-Todi.
| Data                         | Celebrazione                                                    | Grado                                            |
| ---------------------------- | --------------------------------------------------------------- | ------------------------------------------------ |
| 8 febbraio                   | Beata Madre Speranza di Gesù, vergine                           | Festa                                            |
| 13 febbraio                  | San Benigno, presbitero e martire                               | Memoria facoltativa                              |
| 17 febbraio                  | Sette santi fondatori dell'Ordine dei Servi di Maria, religiosi | Memoria facoltativa                              |
| 5 marzo                      | Beato Ruggero, religioso                                        | Memoria facoltativa                              |
| 19 marzo                     | San Giuseppe, patrono di Orvieto e della diocesi                | Solennità                                        |
| 19 maggio                    | San Crispino da Viterbo, religioso                              | Memoria                                          |
| 21 maggio                    | San Pietro Parenzo, martire                                     | Memoria                                          |
| ultima domenica di maggio    | Beata Maria Vergine del Campione                                | Memoria                                          |
| 9 luglio                     | Santa Maria della Pace, religiosa e martire                     | Memoria                                          |
| 23 luglio                    | Beata Giovanna da Carnaiola, vergine                            | Memoria facoltativa                              |
| 24 luglio                    | Santa Cristina di Bolsena, vergine e martire                    | Festa                                            |
| 29 luglio                    | San Faustino, confessore                                        | Memoria facoltativa                              |
| 5 agosto                     | San'Emidio d'Ascoli, vescovo e martire                          | Memoria facoltativa                              |
| 12 agosto                    | Sante Romana e Degna, vergini                                   | Memoria facoltativa                              |
| 13 agosto                    | Santi Cassiano e Callisto, vescovi                              | Memoria facoltativa                              |
| 23 agosto                    | San Filippo Benizi, religioso                                   | Memoria                                          |
| 1º settembre                 | Santi Terenziano, vescovo, e Flacco, martire                    | Festa                                            |
| 25 settembre                 | Beata Angelina da Montegiove, religiosa                         | Memoria facoltativa                              |
| ultima domenica di settembre | Amore Misericordioso                                            | Festa                                            |
| 14 ottobre                   | San Fortunato, patrono di Todi e della diocesi                  | Festa in diocesi Solennità a Todi                |
| 22 ottobre                   | Dedicazione della Basilica Concattedrale di Todi                | Memoria in diocesi Solennità nella Concattedrale |
| 30 ottobre                   | San Felice di Martana, vescovo e martire                        | Memoria facoltativa                              |
| 12 novembre                  | San Martino I, papa e martire                                   | Festa                                            |
| 14 novembre                  | Dedicazione della Basilica Cattedrale di Orvieto                | Festa                                            |
| 29 novembre                  | Santa Illuminata, vergine                                       | Memoria facoltativa                              |
| 1º dicembre                  | Sant'Ansano, martire                                            | Memoria facoltativa                              |

## Statistiche
La diocesi nel 2023 su una popolazione di 91.200 persone contava 84.250 battezzati, corrispondenti al 92,4% del totale.
| anno                    | popolazione | popolazione | popolazione | presbiteri | presbiteri | presbiteri | presbiteri                | diaconi | religiosi | religiosi | parrocchie |
| anno                    | battezzati  | totale      | %           | numero     | secolari   | regolari   | battezzati per presbitero | diaconi | uomini    | donne     | parrocchie |
| ----------------------- | ----------- | ----------- | ----------- | ---------- | ---------- | ---------- | ------------------------- | ------- | --------- | --------- | ---------- |
| diocesi di Orvieto      |             |             |             |            |            |            |                           |         |           |           |            |
| 1950                    | 58.000      | 58.000      | 100,0       | 76         | 56         | 20         | 763                       |         | 5         | 215       | 57         |
| 1970                    | 53.000      | 53.000      | 100,0       | 59         | 43         | 16         | 898                       |         | 20        | 200       | 57         |
| 1980                    | 44.200      | 45.200      | 97,8        | 56         | 40         | 16         | 789                       | 1       | 26        | 174       | 57         |
| diocesi di Todi         |             |             |             |            |            |            |                           |         |           |           |            |
| 1950                    | 63.000      | 63.720      | 98,9        | 113        | 77         | 36         | 557                       |         | 42        | 116       | 98         |
| 1970                    | 53.000      | 53.000      | 100,0       | 116        | 71         | 45         | 456                       |         | 50        | 225       | 101        |
| 1980                    | 53.600      | 54.000      | 99,3        | 106        | 60         | 46         | 505                       |         | 51        | 191       | 102        |
| diocesi di Orvieto-Todi |             |             |             |            |            |            |                           |         |           |           |            |
| 1990                    | 93.000      | 93.300      | 99,7        | 140        | 95         | 45         | 664                       | 3       | 50        | 302       | 94         |
| 1999                    | 89.650      | 90.600      | 99,0        | 139        | 95         | 44         | 644                       | 11      | 56        | 210       | 94         |
| 2000                    | 89.650      | 90.800      | 98,7        | 133        | 94         | 39         | 674                       | 11      | 48        | 214       | 94         |
| 2001                    | 89.650      | 90.800      | 98,7        | 132        | 96         | 36         | 679                       | 12      | 43        | 236       | 94         |
| 2002                    | 89.500      | 90.800      | 98,6        | 137        | 101        | 36         | 653                       | 12      | 43        | 236       | 114        |
| 2003                    | 89.500      | 90.800      | 98,6        | 132        | 98         | 34         | 678                       | 12      | 41        | 236       | 95         |
| 2004                    | 89.500      | 90.800      | 98,6        | 135        | 101        | 34         | 662                       | 18      | 37        | 236       | 95         |
| 2013                    | 90.100      | 93.200      | 96,7        | 132        | 87         | 45         | 682                       | 20      | 46        | 258       | 92         |
| 2016                    | 90.000      | 95.000      | 94,7        | 107        | 58         | 49         | 841                       | 19      | 50        | 250       | 92         |
| 2019                    | 84.500      | 90.473      | 93,4        | 109        | 61         | 48         | 775                       | 20      | 51        | 218       | 92         |
| 2021                    | 84.900      | 91.212      | 93,1        | 90         | 59         | 31         | 943                       | 20      | 34        | 165       | 92         |
| 2023                    | 84.250      | 91.200      | 92,4        | 88         | 53         | 35         | 957                       | 17      | 44        | 171       | 92         |

### Per la sede di Orvieto
- Francesco Lanzoni, Le diocesi d'Italia dalle origini al principio del secolo VII (an. 604), vol. I, Faenza, 1927,  pp. 544–545.
- Giuseppe Cappelletti, Le Chiese d'Italia dalla loro origine sino ai nostri giorni, vol. V, Venezia, 1846,  pp. 459–536.
- Luigi Fumi, Codice diplomatico della città di Orvieto. Documenti e regesti dal secolo XI al XV, Firenze, 1884.
- (LA) Paul Fridolin Kehr, Italia Pontificia, vol. II, Berolini, 1907,  pp. 221–230 (archiviato dall'url originale il 7 agosto 2016).
- (LA) Pius Bonifacius Gams, Series episcoporum Ecclesiae Catholicae, Graz, 1957,  pp. 711–712.
- (LA)  Konrad Eubel, Hierarchia Catholica Medii Aevi, vol. 1, pp. 508–509; vol. 2, p. 260; vol. 3, p. 323; vol. 4, p. 353; vol. 5, p. 398; vol. 6, p. 426.

### Per la sede di Todi
- Francesco Lanzoni, Le diocesi d'Italia dalle origini al principio del secolo VII (an. 604), vol. I, Faenza, 1927,  pp. 419–427.
- Giuseppe Cappelletti, Le Chiese d'Italia dalla loro origine sino ai nostri giorni, vol. V, Venezia, 1846,  pp. 213–244.
- (LA) Paul Fridolin Kehr, Italia Pontificia, vol. IVI, Berolini, 1909,  pp. 38–42 (archiviato dall'url originale il 6 marzo 2016).
- (LA) Pius Bonifacius Gams, Series episcoporum Ecclesiae Catholicae, Graz, 1957,  pp. 734–735.
- (LA)  Konrad Eubel, Hierarchia Catholica Medii Aevi, vol. 1, pp. 501–502; vol. 2, p. 258; vol. 3, p. 321; vol. 4, p. 349; vol. 5, p. 394; vol. 6, p. 421.